# 杉富士雄
杉 冨士雄（すぎ ふじお、1921年7月5日 - 1991年4月25日）は、日本のフランス文学者、プロヴァンス文学者、岡山大学名誉教授。

## 人物
東京出身。1948年東京大学仏文科卒。1960年よりモンペリエ大学とトゥールーズ大学に留学。1962年岡山大学法文学部教授、1980年文学部教授に就任、1987年に退官後、中国短期大学学長となった。
1964年「「聖女フォワの歌」の文学的一考察」で東京大学文学博士。フランス文学の中でも言語の異なる南仏プロヴァンス語でノーベル文学賞をとったフレデリック・ミストラルを研究・翻訳した。
1984年「青春の思い出」の翻訳と研究で日本翻訳文化賞を受賞した。
1991年4月25日、心筋梗塞のため死去。

## 著書
- 南仏抒情詩人テオドール・オーバネル 大修館書店 1960年
- 「聖女フォワの歌」とその研究 新東京書房 1966年
- プロヴァンスの海と空 歴史と文化の旅 富岳書房 1992年6月

## 翻訳
- ミレイオ ミストラル ノーベル賞文学全集 23 主婦の友社 1971年 
  - 「プロヴァンスの少女　ミレイユ」岩波文庫 1977年
- ピレネ紀行 テーヌ 現代思潮社 1973年
- フランス語の特質 アルベール・ドーザ 共訳 大修館書店 1982年3月
- フランス料理の歴史 その栄光の軌跡 ジョルジュ・ブロン、ジェルメーヌ・ブロン 共訳 三洋出版貿易 1982年12月
- 青春の思い出 ミストラル 富岳書房 1989年5月